# Glover Teixeira
Glover Lucas Teixeira (* 28. října 1979) je brazilsko-americký bývalý profesionální zápasník smíšených bojových umění.
Zápasil v light heavyweight kategorii v rámci organizace Ultimate Fighting Championship (UFC), kde je i bývalým šampionem. Je druhým nejstarším šampionem UFC v historii po Randym Coutureovi.

## Osobní život
Pochází z venkovské obce Sobrália v Brazílii. Je portugalského původu. V roce 1999 se přestěhoval do Danbury v Connecticutu, aby pomohl uživit svoji rodinu a najít si práci. Tam se seznámil se svou ženou Ingrid.
Mezi jeho sportovní vzory patří Mike Tyson, Royce Gracie a Chuck Liddell. Ten ho později i trénoval.
Po konci profesionální kariéry vede svoji vlastní posilovnu.
V listopadu 2020 získal americké občanství.

## Kariéra
Před začátkem své kariéry získal černý pásek z brazilského jiu-jitsu.
V roce 2012 podepsal profesionální smlouvu se společností Ultimate Fighting Championship.
Během své kariéry absolvoval více než čtyřicet zápasů.
Jeden z těch nejznámějších je zápas z 30. října 2021, kdy porazil Poláka Jana Błachowicze a získal tak UFC Light Heavyweight Championship.
Titul udržel do 11. června 2022, než ho o něj připravil český zápasník Jiří Procházka.
K následující odvetě vinou Procházkova zranění nedošlo.
Po následující porážce s Jamahalem Hillem se rozhodl v roce 2023 ukončit profesionální kariéru.

## MMA výsledky
| Výsledek | Bilance | Oponent                   | Metoda                        | Událost                                   | Datum              | Kolo | Čas  | Lokace                              |
| -------- | ------- | ------------------------- | ----------------------------- | ----------------------------------------- | ------------------ | ---- | ---- | ----------------------------------- |
| Prohra   | 33–9    | Jamahal Hill              | Na body (jednomyslně)         | UFC 283                                   | 21. ledna 2023     | 5    | 5:00 | Rio de Janeiro, Brazílie            |
| Prohra   | 33–8    | Jiří Procházka            | Submise (Rear-Naked Choke)    | UFC 275                                   | 11. června 2022    | 5    | 4:32 | Kallang, Singapur                   |
| Výhra    | 33–7    | Jan Błachowicz            | Submise (Rear-Naked Choke)    | UFC 267                                   | 30. října 2021     | 2    | 3:02 | Abu Dhabi, Spojené arabské emiráty  |
| Výhra    | 32–7    | Thiago Santos             | Submise (Rear-Naked Choke)    | UFC on ESPN: Santos vs. Teixeira          | 7. listopad 2020   | 3    | 1:49 | Las Vegas, Nevada, USA              |
| Výhra    | 31–7    | Anthony Smith             | TKO (údery)                   | UFC Fight Night: Smith vs. Teixeira       | 13. května 2020    | 5    | 1:04 | Jacksonville, Florida, USA          |
| Výhra    | 30–7    | Nikita Krylov             | Na body (split)               | UFC Fight Night: Cowboy vs. Gaethje       | 14. září 2019      | 3    | 5:00 | Vancouver, British Columbia, Kanada |
| Výhra    | 29–7    | Ion Cuțelaba              | Submise (Rear-Naked Choke)    | UFC Fight Night: Jacaré vs. Hermansson    | 27. dubna 2019     | 2    | 3:37 | Sunrise, Florida, USA               |
| Výhra    | 28–7    | Karl Roberson             | Submise (Arm-Triangle Choke)  | UFC Fight Night: Cejudo vs. Dillashaw     | 19. ledna 2019     | 1    | 3:21 | Brooklyn, New York, USA             |
| Prohra   | 27–7    | Corey Anderson            | Na body (jednomyslně)         | UFC Fight Night: Shogun vs. Smith         | 22. července 2018  | 3    | 5:00 | Hamburg, Německo                    |
| Výhra    | 27–6    | Misha Cirkunov            | TKO (údery)                   | UFC on Fox: Lawler vs. dos Anjos          | 16. prosince 2017  | 1    | 2:45 | Winnipeg, Manitoba, Kanada          |
| Prohra   | 26–6    | Alexander Gustafsson      | KO (údery)                    | UFC Fight Night: Gustafsson vs. Teixeira  | 28. května 2017    | 5    | 1:07 | Stockholm, Švédsko                  |
| Výhra    | 26–5    | Jared Cannonier           | Na body (jednomyslně)         | UFC 208                                   | 11. února 2017     | 3    | 5:00 | Brooklyn, New York, USA             |
| Prohra   | 25–5    | Anthony Johnson           | KO (úder)                     | UFC 202                                   | 20. srpna 2016     | 1    | 0:13 | Las Vegas, Nevada, USA              |
| Výhra    | 25–4    | Rashad Evans              | KO (údery)                    | UFC on Fox: Teixeira vs. Evans            | 16. dubna 2016     | 1    | 1:48 | Tampa, Florida, USA                 |
| Výhra    | 24–4    | Patrick Cummins           | TKO (údery)                   | UFC Fight Night: Belfort vs. Henderson 3  | 7. listopadu 2015  | 2    | 1:12 | São Paulo, Brazílie                 |
| Výhra    | 23–4    | Ovince Saint Preux        | Submise (Rear-Naked Choke)    | UFC Fight Night: Teixeira vs. Saint Preux | 8. srpna 2015      | 3    | 3:10 | Nashville, Tennessee, USA           |
| Prohra   | 22–4    | Phil Davis                | Na body (jednomyslně)         | UFC 179                                   | 25. října 2014     | 3    | 5:00 | Rio de Janeiro, Brazílie            |
| Prohra   | 22–3    | Jon Jones                 | Na body (jednomyslně)         | UFC 172                                   | 26. dubna 2014     | 5    | 5:00 | Baltimore, Maryland, USA            |
| Výhra    | 22–2    | Ryan Bader                | TKO (údery)                   | UFC Fight Night: Teixeira vs. Bader       | 4. září 2013       | 1    | 2:55 | Belo Horizonte, Brazílie            |
| Výhra    | 21–2    | James Te Huna             | Submise (Guillotine Choke)    | UFC 160                                   | 25. května 2013    | 1    | 2:38 | Las Vegas, Nevada, USA              |
| Výhra    | 20–2    | Quinton Jackson           | Na body (jednomyslně)         | UFC on Fox: Johnson vs. Dodson            | 26. ledna 2013     | 3    | 5:00 | Chicago, Illinois, USA              |
| Výhra    | 19–2    | Fábio Maldonado           | TKO (zastavení lékařem)       | UFC 153                                   | 13. října 2012     | 2    | 5:00 | Rio de Janeiro, Brazílie            |
| Výhra    | 18–2    | Kyle Kingsbury            | submise (Arm-Triangle Choke)  | UFC 146                                   | 26. května 2012    | 1    | 1:53 | Las Vegas, Nevada, USA              |
| Výhra    | 17–2    | Ricco Rodriguez           | TKO (submise)                 | MMA Against Dengue                        | 27. listopadu 2011 | 1    | 1:58 | Rio de Janeiro, Brazil              |
| Výhra    | 16–2    | Marvin Eastman            | KO (úder)                     | Shooto Brasil: Fight for BOPE             | 25. srpna 2011     | 1    | 4:00 | Rio de Janeiro, Brazílie            |
| Výhra    | 15–2    | Antonio Mendes            | Submise (Rear-Naked Choke)    | Shooto Brazil 24                          | 5. srpna 2011      | 1    | 4:06 | Brasília, Brazílie                  |
| Výhra    | 14–2    | Márcio Cruz               | TKO (údery)                   | Fight Club 1: Brazilian Stars             | 20. července 2011  | 2    | 4:21 | Rio de Janeiro, Brazílie            |
| Výhra    | 13–2    | Simão Melo da Silva       | KO (údery)                    | Shooto Brazil 23                          | 4. června 2011     | 1    | 1:49 | Rio de Janeiro, Brazílie            |
| Výhra    | 12–2    | Daniel Tabera             | Na body (jednomyslně)         | Bitetti Combat 8: 100 anos do Corinthians | 4. prosince 2010   | 3    | 5:00 | São Paulo, Brazílie                 |
| Výhra    | 11–2    | Marko Peselj              | TKO (údery)                   | Impact FC 2                               | 18. července 2010  | 1    | 3:01 | Sydney, Austrálie                   |
| Výhra    | 10–2    | Tiago Monaco Tosato       | TKO (údery)                   | Bitetti Combat MMA 7                      | 28. května 2010    | 1    | 1:27 | Rio de Janeiro, Brazílie            |
| Výhra    | 9–2     | Joaquim Ferreira          | TKO                           | Bitetti Combat MMA 6                      | 25. února 2010     | 2    | 1:30 | Brasília, Brazílie                  |
| Výhra    | 8–2     | Leonardo Nascimento Lucio | Submise (Guillotine Choke)    | Bitetti Combat MMA 4                      | 12. září 2009      | 1    | 3:11 | Rio de Janeiro, Brazílie            |
| Výhra    | 7–2     | Buckley Acosta            | TKO (údery)                   | PFC 7: Palace Fighting Championship 7     | 20. února 2008     | 1    | 1:00 | Lemoore, California, USA            |
| Výhra    | 6–2     | Jorge Oliveira            | KO (údery)                    | PFC 6: No Retreat, No Surrender           | 17. ledna 2008     | 1    | 0:05 | Lemoore, California, USA            |
| Výhra    | 5–2     | Rameau Thierry Sokoudjou  | KO (údery)                    | WEC 24                                    | 12. října 2006     | 1    | 1:41 | Lemoore, California, USA            |
| Výhra    | 4–2     | Jack Morrison             | Submission (rear-naked choke) | WEC 22                                    | 28. července 2006  | 1    | 1:27 | Lemoore, California, USA            |
| Výhra    | 3–2     | Carlton Jones             | TKO (údery)                   | WEC 20                                    | 5. května 2006     | 1    | 1:57 | Lemoore, California, USA            |
| Prohra   | 2–2     | Ed Herman                 | Na body (jednomyslně)         | SF 9: Respect                             | 26. března 2005    | 3    | 5:00 | Gresham, Oregon, USA                |
| Výhra    | 2–1     | Justin Ellison            | TKO (údery)                   | SF 5: Stadium                             | 28. srpna 2004     | 1    | N/A  | Gresham, Oregon, USA                |
| Výhra    | 1–1     | Matt Horwich              | Na body (jednomyslně)         | SF 3: Dome                                | 17. dubna 2004     | 3    | 5:00 | Gresham, Oregon, USA                |
| Prohra   | 0–1     | Eric Schwartz             | TKO (údery a lokty)           | WEC 3                                     | 7. června 2002     | 2    | 3:33 | Lemoore, California, USA            |